# Tour de France 2000
Die 87. Tour de France fand vom 1. bis 23. Juli 2000 statt und führte auf 20 Etappen über 3661 km. Es nahmen 177 Rennfahrer daran teil, von denen 127 klassifiziert wurden. Lance Armstrong konnte bei dieser Austragung seinen Sieg aus dem Vorjahr bestätigen. Mitfavorit Jan Ullrich, bei der Tour de France 1999 verletzungsbedingt nicht dabei, musste sich deutlich geschlagen geben.
Am 22. Oktober 2012 verkündete der Radsportweltverband UCI aufgrund fortgesetzten Dopings während seiner Karriere die Streichung aller Ergebnisse Lance Armstrongs seit dem 1. August 1998. Darunter fiel auch der Sieg des Amerikaners bei der Tour de France 2000. Nachrücker auf den ersten Platz wurden nicht eingesetzt.

## Rennverlauf
Nach dem Sieg David Millars beim relativ langen Prolog und zwei Sprinterfolgen von Tom Steels fand zum ersten Mal seit 1995 ein Mannschaftszeitfahren statt, welches das spanische Team Once des Teammanagers Manolo Saiz für sich entschied. Die nächsten Etappen waren von mehreren erfolgreichen Ausreißversuchen geprägt. Der Holländer Erik Dekker gewann drei Etappen als Ausreißer.
Wie im Vorjahr griff Lance Armstrong gleich bei der ersten Bergetappe in den Pyrenäen an, wurde Zweiter und übernahm das Gelbe Trikot. Am Mont Ventoux überließ Armstrong dem italienischen Bergspezialisten Marco Pantani den Etappensieg, der das Verhalten des Amerikaners als gönnerhaft kritisierte und einige Tage später einen echten eigenen Sieg in den Bergen der Alpen herausfuhr. Nur bei der letzten Bergetappe nach Morzine zeigte Armstrong Schwächen und musste Ullrich und Etappensieger Richard Virenque ziehen lassen.
Das letzte Einzelzeitfahren von Freiburg im Breisgau nach Mülhausen gewann Armstrong, der bis dahin ohne Etappensieg geblieben war, vor dem Lokalmatador Jan Ullrich. Der Deutsche wurde, deutlich geschlagen, zum dritten Mal Zweiter der Gesamtwertung. Erik Zabel gewann zum fünften Mal die Punktewertung und stellte damit einen neuen Rekord auf.

## Etappen
| Etappen    | Tag      | Start – Ziel                              | km         | Etappensieger         |
| ---------- | -------- | ----------------------------------------- | ---------- | --------------------- |
| Prolog     | 1. Juli  | Futuroscope                               | 16,5 (EZF) | David Millar          |
| 1. Etappe  | 2. Juli  | Futuroscope – Loudun                      | 194        | Tom Steels            |
| 2. Etappe  | 3. Juli  | Loudun – Nantes                           | 161,5      | Tom Steels            |
| 3. Etappe  | 4. Juli  | Nantes – Saint-Nazaire                    | 70 (MZF)   | ONCE                  |
| 4. Etappe  | 5. Juli  | Vannes – Vitré                            | 202        | Marcel Wüst           |
| 5. Etappe  | 6. Juli  | Vitré – Tours                             | 198,5      | Léon van Bon          |
| 6. Etappe  | 7. Juli  | Tours – Limoges                           | 205,5      | Christophe Agnolutto  |
| 7. Etappe  | 8. Juli  | Limoges – Villeneuve-sur-Lot              | 203,5      | Erik Dekker           |
| 8. Etappe  | 9. Juli  | Agen – Dax                                | 181        | Paolo Bettini         |
| 9. Etappe  | 10. Juli | Dax – Lourdes-Hautacam                    | 205        | Javier Otxoa          |
| 10. Etappe | 11. Juli | Bagnères-de-Bigorre – Revel               | 218,5      | Erik Dekker           |
| Ruhetag    |          |                                           |            |                       |
| 11. Etappe | 13. Juli | Carpentras – Mont Ventoux                 | 149        | Marco Pantani         |
| 12. Etappe | 14. Juli | Avignon – Draguignan                      | 185,5      | Vicente García Acosta |
| 13. Etappe | 15. Juli | Draguignan – Briançon                     | 249        | Santiago Botero       |
| 14. Etappe | 16. Juli | Briançon – Courchevel                     | 173,5      | Marco Pantani         |
| Ruhetag    |          |                                           |            |                       |
| 15. Etappe | 18. Juli | Courchevel – Morzine                      | 196        | Richard Virenque      |
| 16. Etappe | 19. Juli | Évian-les-Bains – Lausanne (CH)           | 155        | Erik Dekker           |
| 17. Etappe | 20. Juli | Lausanne (CH) – Freiburg im Breisgau (DE) | 252        | Salvatore Commesso    |
| 18. Etappe | 21. Juli | Freiburg im Breisgau (DE) – Mülhausen     | 59 (EZF)   | Lance Armstrong       |
| 19. Etappe | 22. Juli | Belfort – Troyes                          | 248        | Erik Zabel            |
| 20. Etappe | 23. Juli | Paris – Paris                             | 138        | Stefano Zanini        |

## Trikots im Tourverlauf
Die Tabelle zeigt den Führenden in der jeweiligen Wertung nach der jeweiligen Etappe an.
| Etappe      | Gelbes Trikot    | Grünes Trikot | Gepunktetes Trikot | Weißes Trikot      | Teamwertung        |
| ----------- | ---------------- | ------------- | ------------------ | ------------------ | ------------------ |
| 01. Etappe  | David Millar     | David Millar  | Marcel Wüst        | David Millar       | US Postal Service  |
| 02. Etappe  | David Millar     | Tom Steels    | Marcel Wüst        | David Millar       | US Postal Service  |
| 03. Etappe  | David Millar     | Tom Steels    | Marcel Wüst        | David Millar       | US Postal Service  |
| 04. Etappe  | Laurent Jalabert | Tom Steels    | Marcel Wüst        | David Cañada       | ONCE               |
| 05. Etappe  | Laurent Jalabert | Tom Steels    | Paolo Bettini      | David Cañada       | ONCE               |
| 06. Etappe  | Alberto Elli     | Tom Steels    | Paolo Bettini      | Salvatore Commesso | Rabobank           |
| 07. Etappe  | Alberto Elli     | Marcel Wüst   | Paolo Bettini      | Salvatore Commesso | Rabobank           |
| 08. Etappe  | Alberto Elli     | Marcel Wüst   | Erik Dekker        | Salvatore Commesso | Rabobank           |
| 09. Etappe  | Alberto Elli     | Erik Zabel    | Erik Dekker        | Salvatore Commesso | Rabobank           |
| 010. Etappe | Lance Armstrong  | Erik Zabel    | Javier Otxoa       | Francisco Mancebo  | Rabobank           |
| 11. Etappe  | Lance Armstrong  | Erik Zabel    | Javier Otxoa       | Francisco Mancebo  | Rabobank           |
| 12. Etappe  | Lance Armstrong  | Erik Zabel    | Javier Otxoa       | Francisco Mancebo  | Banesto            |
| 13. Etappe  | Lance Armstrong  | Erik Zabel    | Javier Otxoa       | Francisco Mancebo  | Banesto            |
| 14. Etappe  | Lance Armstrong  | Erik Zabel    | Santiago Botero    | Francisco Mancebo  | Banesto            |
| 15. Etappe  | Lance Armstrong  | Erik Zabel    | Santiago Botero    | Francisco Mancebo  | Banesto            |
| 16. Etappe  | Lance Armstrong  | Erik Zabel    | Santiago Botero    | Francisco Mancebo  | Kelme-Costa Blanca |
| 17. Etappe  | Lance Armstrong  | Erik Zabel    | Santiago Botero    | Francisco Mancebo  | Kelme-Costa Blanca |
| 18. Etappe  | Lance Armstrong  | Erik Zabel    | Santiago Botero    | Francisco Mancebo  | Kelme-Costa Blanca |
| 19. Etappe  | Lance Armstrong  | Erik Zabel    | Santiago Botero    | Francisco Mancebo  | Kelme-Costa Blanca |
| 20. Etappe  | Lance Armstrong  | Erik Zabel    | Santiago Botero    | Francisco Mancebo  | Kelme-Costa Blanca |
| Sieger      | Lance Armstrong  | Erik Zabel    | Santiago Botero    | Francisco Mancebo  | Kelme-Costa Blanca |

## Ergebnisse

### Gesamtwertung
| \| Gesamtwertung \| Gesamtwertung \| Gesamtwertung \| Gesamtwertung \| Gesamtwertung \| \| Fahrer \| Fahrer \| Land \| Team \| Zeit \| \| ------------- \| --------------------- \| ------------------ \| ------------------------------- \| ------------- \| \| 1. \| Lance Armstrong \| Vereinigte Staaten \| US Postal Service \| DSQ \| \| 2. \| Jan Ullrich \| Deutschland \| Deutsche Telekom \| + 6 min 02 s \| \| 3. \| Joseba Beloki \| Spanien \| Festina \| + 10 min 04 s \| \| 4. \| Christophe Moreau \| Frankreich \| Festina \| + 10 min 34 s \| \| 5. \| Roberto Heras \| Spanien \| Kelme-Costa Blanca \| + 11 min 50 s \| \| 6. \| Richard Virenque \| Frankreich \| Polti \| + 13 min 26 s \| \| 7. \| Santiago Botero \| Kolumbien \| Kelme-Costa Blanca \| + 14 min 18 s \| \| 8. \| Fernando Escartín \| Spanien \| Kelme-Costa Blanca \| + 17 min 21 s \| \| 9. \| Francisco Mancebo \| Spanien \| Banesto \| + 18 min 09 s \| \| 10. \| Daniele Nardello \| Italien \| Mapei-Quick Step \| + 18 min 25 s \| \| 11. \| Manuel Beltrán \| Spanien \| Mapei-Quick Step \| + 21 min 11 s \| \| 12. \| Pascal Hervé \| Frankreich \| Polti \| + 23 min 13 s \| \| 13. \| Javier Otxoa Palacios \| Spanien \| Kelme-Costa Blanca \| + 25 min 00 s \| \| 14. \| Félix García Casas \| Spanien \| Festina \| + 32 min 04 s \| \| 15. \| Alexander Winokurow \| Kasachstan \| Deutsche Telekom \| + 32 min 26 s \| \| 16. \| Roberto Conti \| Italien \| Vini Caldirola-Sidermec \| + 34 min 18 s \| \| 17. \| Kurt Van De Wouwer \| Belgien \| Lotto-Adecco \| + 34 min 29 s \| \| 18. \| Guido Trentin \| Italien \| Vini Caldirola-Sidermec \| + 35 min 57 s \| \| 19. \| Jean-Cyril Robin \| Frankreich \| Bonjour-Toupargel \| + 43 min 12 s \| \| 20. \| Geert Verheyen \| Belgien \| Lotto-Adecco \| + 46 min 24 s \| \| 21. \| Peter Luttenberger \| Österreich \| ONCE-Deutsche Bank \| + 48 min 27 s \| \| 22. \| Nico Mattan \| Belgien \| Cofidis-Le Crédit par Téléphone \| + 50 min 09 s \| \| 23. \| José María Jiménez \| Spanien \| Banesto \| + 51 min 45 s \| \| 24. \| Grischa Niermann \| Deutschland \| Rabobank \| + 52 min 06 s \| \| 25. \| Tyler Hamilton \| Vereinigte Staaten \| US Postal Service \| + 56 min 30 s \| |                       |                    |                                 |               |
| |                       |                    |                                 |               |
| Quelle: ProCyclingStats |                       |                    |                                 |               |
| Gesamtwertung |                       |                    |                                 |               |
| Fahrer | Fahrer                | Land               | Team                            | Zeit          |
| 1. | Lance Armstrong       | Vereinigte Staaten | US Postal Service               | DSQ           |
| 2. | Jan Ullrich           | Deutschland        | Deutsche Telekom                | + 6 min 02 s  |
| 3. | Joseba Beloki         | Spanien            | Festina                         | + 10 min 04 s |
| 4. | Christophe Moreau     | Frankreich         | Festina                         | + 10 min 34 s |
| 5. | Roberto Heras         | Spanien            | Kelme-Costa Blanca              | + 11 min 50 s |
| 6. | Richard Virenque      | Frankreich         | Polti                           | + 13 min 26 s |
| 7. | Santiago Botero       | Kolumbien          | Kelme-Costa Blanca              | + 14 min 18 s |
| 8. | Fernando Escartín     | Spanien            | Kelme-Costa Blanca              | + 17 min 21 s |
| 9. | Francisco Mancebo     | Spanien            | Banesto                         | + 18 min 09 s |
| 10. | Daniele Nardello      | Italien            | Mapei-Quick Step                | + 18 min 25 s |
| 11. | Manuel Beltrán        | Spanien            | Mapei-Quick Step                | + 21 min 11 s |
| 12. | Pascal Hervé          | Frankreich         | Polti                           | + 23 min 13 s |
| 13. | Javier Otxoa Palacios | Spanien            | Kelme-Costa Blanca              | + 25 min 00 s |
| 14. | Félix García Casas    | Spanien            | Festina                         | + 32 min 04 s |
| 15. | Alexander Winokurow   | Kasachstan         | Deutsche Telekom                | + 32 min 26 s |
| 16. | Roberto Conti         | Italien            | Vini Caldirola-Sidermec         | + 34 min 18 s |
| 17. | Kurt Van De Wouwer    | Belgien            | Lotto-Adecco                    | + 34 min 29 s |
| 18. | Guido Trentin         | Italien            | Vini Caldirola-Sidermec         | + 35 min 57 s |
| 19. | Jean-Cyril Robin      | Frankreich         | Bonjour-Toupargel               | + 43 min 12 s |
| 20. | Geert Verheyen        | Belgien            | Lotto-Adecco                    | + 46 min 24 s |
| 21. | Peter Luttenberger    | Österreich         | ONCE-Deutsche Bank              | + 48 min 27 s |
| 22. | Nico Mattan           | Belgien            | Cofidis-Le Crédit par Téléphone | + 50 min 09 s |
| 23. | José María Jiménez    | Spanien            | Banesto                         | + 51 min 45 s |
| 24. | Grischa Niermann      | Deutschland        | Rabobank                        | + 52 min 06 s |
| 25. | Tyler Hamilton        | Vereinigte Staaten | US Postal Service               | + 56 min 30 s |

### Punktewertung
| Punktewertung | Punktewertung      | Punktewertung | Punktewertung                   | Punktewertung |
| Fahrer        | Fahrer             | Land          | Team                            | Punkte        |
| ------------- | ------------------ | ------------- | ------------------------------- | ------------- |
| 1.            | Erik Zabel         | Deutschland   | Deutsche Telekom                | 321 P.        |
| 2.            | Robbie McEwen      | Australien    | Farm Frites                     | 203 P.        |
| 3.            | Romāns Vainšteins  | Lettland      | Vini Caldirola-Sidermec         | 184 P.        |
| 4.            | Emmanuel Magnien   | Frankreich    | La Française des jeux           | 157 P.        |
| 5.            | Erik Dekker        | Niederlande   | Rabobank                        | 138 P.        |
| 6.            | Stefano Zanini     | Italien       | Mapei-Quick Step                | 130 P.        |
| 7.            | Jacky Durand       | Frankreich    | Lotto-Adecco                    | 130 P.        |
| 8.            | François Simon     | Frankreich    | Bonjour-Toupargel               | 122 P.        |
| 9.            | Salvatore Commesso | Italien       | Saeco-Valli & Valli             | 118 P.        |
| 10.           | Nico Mattan        | Belgien       | Cofidis-Le Crédit par Téléphone | 106 P.        |

### Bergwertung
| Bergwertung | Bergwertung           | Bergwertung        | Bergwertung                     | Bergwertung |
| Fahrer      | Fahrer                | Land               | Team                            | Punkte      |
| ----------- | --------------------- | ------------------ | ------------------------------- | ----------- |
| 1.          | Santiago Botero       | Kolumbien          | Kelme-Costa Blanca              | 347 P.      |
| 2.          | Javier Otxoa Palacios | Spanien            | Kelme-Costa Blanca              | 283 P.      |
| 3.          | Richard Virenque      | Frankreich         | Polti                           | 267 P.      |
| 4.          | Pascal Hervé          | Frankreich         | Polti                           | 234 P.      |
| 5.          | Nico Mattan           | Belgien            | Cofidis-Le Crédit par Téléphone | 164 P.      |
| 6.          | Lance Armstrong       | Vereinigte Staaten | US Postal Service               | DSQ         |
| 7.          | Fernando Escartín     | Spanien            | Kelme-Costa Blanca              | 149 P.      |
| 8.          | Roberto Heras         | Spanien            | Kelme-Costa Blanca              | 113 P.      |
| 9.          | Joseba Beloki         | Spanien            | Festina                         | 112 P.      |
| 10.         | José María Jiménez    | Spanien            | Banesto                         | 110 P.      |

### Nachwuchswertung
| Nachwuchswertung | Nachwuchswertung   | Nachwuchswertung       | Nachwuchswertung                | Nachwuchswertung  |
| Fahrer           | Fahrer             | Land                   | Team                            | Zeit              |
| ---------------- | ------------------ | ---------------------- | ------------------------------- | ----------------- |
| 1.               | Francisco Mancebo  | Spanien                | Banesto                         | 89 h 38 min 41 s  |
| 2.               | Guido Trentin      | Italien                | Vini Caldirola-Sidermec         | + 17 min 48 s     |
| 3.               | Grischa Niermann   | Deutschland            | Rabobank                        | + 33 min 57 s     |
| 4.               | David Cañada       | Spanien                | ONCE-Deutsche Bank              | + 59 min 35 s     |
| 5.               | David Millar       | Vereinigtes Königreich | Cofidis-Le Crédit par Téléphone | + 1 h 54 min 54 s |
| 6.               | Salvatore Commesso | Italien                | Saeco-Valli & Valli             | + 2 h 10 min 39 s |
| 7.               | David Moncoutié    | Frankreich             | Cofidis-Le Crédit par Téléphone | + 2 h 14 min 17 s |
| 8.               | Benoît Joachim     | Luxemburg              | US Postal Service               | + 2 h 27 min 47 s |
| 9.               | Andreas Klier      | Deutschland            | Farm Frites                     | + 2 h 39 min 55 s |
| 10.              | Magnus Bäckstedt   | Schweden               | Crédit Agricole                 | + 3 h 02 min 18 s |

### Mannschaftswertung
| Mannschaftswertung | Mannschaftswertung              | Mannschaftswertung | Mannschaftswertung |
| Team               | Team                            | Land               | Zeit               |
| ------------------ | ------------------------------- | ------------------ | ------------------ |
| 1.                 | Kelme-Costa Blanca              | Spanien            | 278 h 10 min 47 s  |
| 2.                 | Festina                         | Frankreich         | + 13 min 42 s      |
| 3.                 | Banesto                         | Spanien            | + 18 min 21 s      |
| 4.                 | Deutsche Telekom                | Deutschland        | + 40 min 08 s      |
| 5.                 | Lotto-Adecco                    | Belgien            | + 1 h 11 min 50 s  |
| 6.                 | Rabobank                        | Niederlande        | + 1 h 16 min 34 s  |
| 7.                 | ONCE-Deutsche Bank              | Spanien            | + 1 h 36 min 14 s  |
| 8.                 | US Postal Service               | Vereinigte Staaten | + 1 h 46 min 04 s  |
| 9.                 | Mapei-Quick Step                | Belgien            | + 1 h 50 min 17 s  |
| 10.                | Cofidis-Le Crédit par Téléphone | Frankreich         | + 2 h 06 min 48 s  |

### Kämpferischster Fahrer
| Kämpferischster Fahrer | Kämpferischster Fahrer | Kämpferischster Fahrer | Kämpferischster Fahrer | Kämpferischster Fahrer |
| Fahrer                 | Fahrer                 | Land                   | Team                   | Punkte                 |
| ---------------------- | ---------------------- | ---------------------- | ---------------------- | ---------------------- |

## Teams und Fahrer
| Nr. | Land               | Name                 | Platz |
| --- | ------------------ | -------------------- | ----- |
| 1   | Vereinigte Staaten | Lance Armstrong      | 1     |
| 2   | Vereinigte Staaten | Frankie Andreu       | 110   |
| 3   | Russland           | Wjatscheslaw Jekimow | 55    |
| 4   | Vereinigte Staaten | Tyler Hamilton       | 25    |
| 5   | Vereinigte Staaten | George Hincapie      | 65    |
| 6   | Luxemburg          | Benoît Joachim       | 92    |
| 7   | Norwegen           | Steffen Kjærgaard    | 89    |
| 8   | Vereinigte Staaten | Kevin Livingston     | 37    |
| 9   | Frankreich         | Cédric Vasseur       | 52    |

| Nr. | Land     | Name                       | Platz  |
| --- | -------- | -------------------------- | ------ |
| 11  | Schweiz  | Alex Zülle                 | A 17.  |
| 12  | Spanien  | José Luis Arrieta          | 57     |
| 13  | Polen    | Dariusz Baranowski         | 30     |
| 14  | Spanien  | José Vicente García Acosta | 53     |
| 15  | Spanien  | José María Jiménez         | 23     |
| 16  | Spanien  | Francisco Mancebo          | 9      |
| 17  | Spanien  | Jon Odriozola              | 47     |
| 18  | Italien  | Leonardo Piepoli           | NA 18. |
| 19  | Portugal | Orlando Rodrigues          | 87     |

| Nr. | Land      | Name                     | Platz |
| --- | --------- | ------------------------ | ----- |
| 21  | Spanien   | Fernando Escartín        | 8     |
| 22  | Kolumbien | Santiago Botero          | 7     |
| 23  | Kolumbien | Carlos Alberto Contreras | A 10. |
| 24  | Spanien   | Roberto Heras            | 5     |
| 25  | Spanien   | Francisco León           | 124   |
| 26  | Spanien   | Javier Otxoa             | 13    |
| 27  | Spanien   | Javier Pascual Llorente  | 31    |
| 28  | Spanien   | Toni Tauler              | 63    |
| 29  | Spanien   | José Ángel Vidal         | 50    |

| Nr. | Land               | Name             | Platz  |
| --- | ------------------ | ---------------- | ------ |
| 31  | Italien            | Michele Bartoli  | A 13.  |
| 32  | Spanien            | Manuel Beltrán   | 11     |
| 33  | Italien            | Paolo Bettini    | NA 13. |
| 34  | Vereinigte Staaten | Davide Bramati   | A 12.  |
| 35  | Italien            | Daniele Nardello | 10     |
| 36  | Vereinigte Staaten | Fred Rodriguez   | 86     |
| 37  | Belgien            | Tom Steels       | A 12.  |
| 38  | Niederlande        | Max van Heeswijk | 103    |
| 39  | Italien            | Stefano Zanini   | 80     |

| Nr. | Land        | Name               | Platz |
| --- | ----------- | ------------------ | ----- |
| 41  | Niederlande | Michael Boogerd    | A 20. |
| 42  | Niederlande | Jan Boven          | A 17. |
| 43  | Niederlande | Erik Dekker        | 51    |
| 44  | Niederlande | Maarten den Bakker | 49    |
| 45  | Niederlande | Marc Lotz          | 56    |
| 46  | Deutschland | Grischa Niermann   | 24    |
| 47  | Niederlande | Léon van Bon       | A 15. |
| 48  | Belgien     | Marc Wauters       | 43    |
| 49  | Schweiz     | Markus Zberg       | 68    |

| Nr. | Land       | Name                | Platz |
| --- | ---------- | ------------------- | ----- |
| 51  | Frankreich | Laurent Jalabert    | 54    |
| 52  | Spanien    | David Cañada        | 33    |
| 53  | Spanien    | David Etxebarria    | A 15. |
| 54  | Spanien    | José Iván Gutiérrez | A 11. |
| 55  | Frankreich | Nicolas Jalabert    | A 16. |
| 56  | Osterreich | Peter Luttenberger  | 21    |
| 57  | Spanien    | Abraham Olano       | 34    |
| 58  | Spanien    | Miguel Ángel Peña   | A 13. |
| 59  | Spanien    | Marcos Serrano      | A 16. |

| Nr. | Land        | Name                | Platz |
| --- | ----------- | ------------------- | ----- |
| 61  | Deutschland | Jan Ullrich         | 2     |
| 62  | Deutschland | Udo Bölts           | 42    |
| 63  | Italien     | Alberto Elli        | 84    |
| 64  | Italien     | Gian Matteo Fagnini | 104   |
| 65  | Italien     | Giuseppe Guerini    | 26    |
| 66  | Deutschland | Jens Heppner        | 40    |
| 67  | Kasachstan  | Alexander Winokurow | 15    |
| 68  | Deutschland | Steffen Wesemann    | A 14. |
| 69  | Deutschland | Erik Zabel          | 61    |

| Nr. | Land    | Name               | Platz  |
| --- | ------- | ------------------ | ------ |
| 71  | Italien | Marco Pantani      | NA 17. |
| 72  | Italien | Simone Borgheresi  | 114    |
| 73  | Italien | Ermanno Brignoli   | 59     |
| 74  | Italien | Fabiano Fontanelli | A 12.  |
| 75  | Italien | Riccardo Forconi   | 70     |
| 76  | Italien | Massimo Podenzana  | 73     |
| 77  | Italien | Marcello Siboni    | 46     |
| 78  | Italien | Marco Velo         | 39     |
| 79  | Italien | Enrico Zaina       | 38     |

| Nr. | Land         | Name                 | Platz |
| --- | ------------ | -------------------- | ----- |
| 81  | Estland      | Jaan Kirsipuu        | A 12. |
| 82  | Frankreich   | Christophe Agnolutto | 66    |
| 83  | Estland      | Lauri Aus            | A 13. |
| 84  | Frankreich   | Pascal Chanteur      | 69    |
| 85  | Frankreich   | David Delrieu        | 83    |
| 86  | Litauen 1989 | Artūras Kasputis     | A 15. |
| 87  | Kasachstan   | Andrei Kiwiljow      | 32    |
| 88  | Frankreich   | Gilles Maignan       | 81    |
| 89  | Frankreich   | Benoît Salmon        | 107   |

| Nr. | Land       | Name               | Platz |
| --- | ---------- | ------------------ | ----- |
| 91  | Schweiz    | Laurent Dufaux     | A 13. |
| 92  | Spanien    | Daniel Atienza     | 29    |
| 93  | Italien    | Salvatore Commesso | 72    |
| 94  | Schweiz    | Armin Meier        | A 10. |
| 95  | Italien    | Massimiliano Mori  | 67    |
| 96  | Tschechien | Pavel Padrnos      | 85    |
| 97  | Italien    | Dario Pieri        | A 10. |
| 98  | Italien    | Paolo Savoldelli   | 41    |
| 99  | Italien    | Mario Scirea       | A 12. |

| Nr. | Land        | Name               | Platz  |
| --- | ----------- | ------------------ | ------ |
| 101 | Frankreich  | Christophe Moreau  | 4      |
| 102 | Spanien     | Joseba Beloki      | 3      |
| 103 | Spanien     | Angel Luis Casero  | A 13.  |
| 104 | Spanien     | Félix García Casas | 14     |
| 105 | Spanien     | Jaime Hernandez    | 97     |
| 106 | Frankreich  | Pascal Lino        | 112    |
| 107 | Frankreich  | Laurent Madouas    | 35     |
| 108 | Spanien     | David Plaza        | A 16.  |
| 109 | Deutschland | Marcel Wüst        | NA 12. |

| Nr. | Land        | Name            | Platz  |
| --- | ----------- | --------------- | ------ |
| 111 | Russland    | Sergei Iwanow   | NA Pr. |
| 112 | Deutschland | Andreas Klier   | 105    |
| 113 | Niederlande | Servais Knaven  | 109    |
| 114 | Niederlande | Jans Koerts     | ZÜ 8.  |
| 115 | Schweden    | Michel Lafis    | 78     |
| 116 | Schweden    | Glenn Magnusson | 91     |
| 117 | Australien  | Robbie McEwen   | 113    |
| 118 | Niederlande | Koos Moerenhout | 77     |
| 119 | Belgien     | Geert Van Bondt | 118    |

| Nr. | Land                   | Name                | Platz |
| --- | ---------------------- | ------------------- | ----- |
| 121 | Belgien                | Frank Vandenbroucke | A 10. |
| 122 | Frankreich             | Laurent Desbiens    | A 10. |
| 123 | Frankreich             | Laurent Lefèvre     | A 10. |
| 124 | Italien                | Massimiliano Lelli  | 27    |
| 125 | Belgien                | Nico Mattan         | 22    |
| 126 | Schweiz                | Roland Meier        | 44    |
| 127 | Vereinigtes Konigreich | David Millar        | 62    |
| 128 | Frankreich             | David Moncoutié     | 75    |
| 129 | Belgien                | Chris Peers         | A 17. |

| Nr. | Land       | Name                | Platz |
| --- | ---------- | ------------------- | ----- |
| 131 | Belgien    | Rik Verbrugghe      | A 14. |
| 132 | Belgien    | Mario Aerts         | 28    |
| 133 | Belgien    | Serge Baguet        | 121   |
| 134 | Belgien    | Sébastien Demarbaix | 88    |
| 135 | Frankreich | Jacky Durand        | 74    |
| 136 | Belgien    | Thierry Marichal    | 101   |
| 137 | Belgien    | Kurt Van De Wouwer  | 17    |
| 138 | Belgien    | Paul Van Hyfte      | 79    |
| 139 | Belgien    | Geert Verheyen      | 20    |

| Nr. | Land       | Name                 | Platz |
| --- | ---------- | -------------------- | ----- |
| 141 | Frankreich | Stéphane Heulot      | A 14. |
| 142 | Frankreich | Frédéric Guesdon     | 116   |
| 143 | Polen      | Grzegorz Gwiazdowski | 106   |
| 144 | Danemark   | Frank Høj            | 100   |
| 145 | Frankreich | Xavier Jan           | 76    |
| 146 | Frankreich | Emmanuel Magnien     | 98    |
| 147 | Frankreich | Christophe Mengin    | 95    |
| 148 | Schweiz    | Sven Montgomery      | A 11. |
| 149 | Frankreich | Jean-Patrick Nazon   | A 10. |

| Nr. | Land               | Name              | Platz  |
| --- | ------------------ | ----------------- | ------ |
| 151 | Frankreich         | Richard Virenque  | 6      |
| 152 | Niederlande        | Jeroen Blijlevens | S 21.  |
| 153 | Italien            | Rossano Brasi     | NA Pr. |
| 154 | Italien            | Enrico Cassani    | A 12.  |
| 155 | Italien            | Mirco Crepaldi    | 94     |
| 156 | Frankreich         | Pascal Hervé      | 12     |
| 157 | Spanien            | Rafael Mateos     | A 6.   |
| 158 | Vereinigte Staaten | Fabio Sacchi      | 64     |
| 159 | Niederlande        | Bart Voskamp      | 115    |

| Nr. | Land        | Name              | Platz |
| --- | ----------- | ----------------- | ----- |
| 161 | Danemark    | Bo Hamburger      | 36    |
| 162 | Danemark    | Michael Blaudzun  | A 12. |
| 163 | Niederlande | Tristan Hoffman   | 117   |
| 164 | Danemark    | Allan Johansen    | 119   |
| 165 | Danemark    | Nicolai Bo Larsen | 99    |
| 166 | Lettland    | Arvis Piziks      | 93    |
| 167 | Schweden    | Martin Rittsel    | 108   |
| 168 | Danemark    | Michael Sandstød  | A 14. |
| 169 | Danemark    | Jesper Skibby     | A 7.  |

| Nr. | Land               | Name               | Platz |
| --- | ------------------ | ------------------ | ----- |
| 171 | Vereinigte Staaten | Bobby Julich       | 48    |
| 172 | Schweden           | Magnus Bäckstedt   | 123   |
| 173 | Frankreich         | Fabrice Gougot     | A 15. |
| 174 | Frankreich         | Sébastien Hinault  | 125   |
| 175 | Frankreich         | Anthony Langella   | 120   |
| 176 | Frankreich         | Anthony Morin      | 90    |
| 177 | Australien         | Stuart O’Grady     | NA 7. |
| 178 | Vereinigte Staaten | Jonathan Vaughters | A 10. |
| 179 | Deutschland        | Jens Voigt         | 60    |

| Nr. | Land      | Name               | Platz  |
| --- | --------- | ------------------ | ------ |
| 181 | Lettland  | Romāns Vainšteins  | 82     |
| 182 | Italien   | Massimo Apollonio  | 102    |
| 183 | Italien   | Gianluca Bortolami | A 12.  |
| 184 | Italien   | Filippo Casagrande | A 8.   |
| 185 | Italien   | Roberto Conti      | 16     |
| 186 | Slowenien | Andrej Hauptman    | NA Pr. |
| 187 | Slowenien | Zoran Klemenčič    | A 10.  |
| 188 | Italien   | Mauro Radaelli     | 96     |
| 189 | Italien   | Guido Trentin      | 18     |

| Nr. | Land       | Name               | Platz |
| --- | ---------- | ------------------ | ----- |
| 191 | Frankreich | Jean-Cyril Robin   | 19    |
| 192 | Frankreich | Walter Bénéteau    | 71    |
| 193 | Frankreich | Franck Bouyer      | 122   |
| 194 | Frankreich | Pascal Deramé      | 111   |
| 195 | Frankreich | Christophe Faudot  | A 8.  |
| 196 | Frankreich | Damien Nazon       | 126   |
| 197 | Frankreich | Olivier Perraudeau | 127   |
| 198 | Frankreich | Didier Rous        | 45    |
| 199 | Frankreich | François Simon     | 58    |

A: Aufgabe während der Etappe, NA: nicht zur Etappe angetreten, S: suspendiert/ausgeschlossen, ZÜ: Zeitüberschreitung